# El amor nunca muere
El amor nunca muere est une telenovela mexicaine diffusée en 1982 par Canal de las Estrellas.

## Distribution
- Christian Bach - Cecilia
- Silvia Pasquel - Carolina
- Frank Moro - Guillermo Beltrán
- Tony Bravo - José Beltrán
- Aarón Hernán - Teodoro
- Emilia Carranza - Sara
- Olivia Bucio - Gloria
- Mario Cid - Padre Marcial
- Eduardo Yáñez - Alfonso
- Guillermo Aguilar - Duval
- Laura León - Azucena
- Rebecca Jones - Mary Ann
- Francisco Avendaño - Ricardo
- Fabio Ramírez - Santiago
- Aurora Cortés - Nana Gume
- Fernando Sáenz - Ronnie
- Ignacio Rubiell - Genaro
- Tito Durán - Julio
- Bárbara Córcega - Zakuk
- Juan Diego - Tobi
- Antonio Escobar
- Alejandro Ruiz

## Diffusion internationale
| Pays                   | Chaîne                    | Titre               | Première diffusion |
| ---------------------- | ------------------------- | ------------------- | ------------------ |
| Mexique                | Canal de las Estrellas    | El amor nunca muere | 1982               |
| Mexique                | TLNovelas Amérique Latine | El amor nunca muere |                    |
| Argentine              |                           | El amor nunca muere |                    |
| Chili                  |                           | El amor nunca muere |                    |
| Colombie               |                           | El amor nunca muere |                    |
| Costa Rica             |                           | El amor nunca muere |                    |
| Équateur               |                           | El amor nunca muere |                    |
| Guatemala              |                           | El amor nunca muere |                    |
| Panama                 |                           | El amor nunca muere |                    |
| Paraguay               |                           | El amor nunca muere |                    |
| République dominicaine |                           | El amor nunca muere |                    |
| Uruguay                |                           | El amor nunca muere |                    |
| Venezuela              |                           | El amor nunca muere |                    |

## Versions

### Telenovelas
- La mentira (1965), réalisé et produit par Ernesto Alonso pour Televisa; avec Julissa, Enrique Lizalde et Fanny Cano.
- La mentira (1998), réalisé par Sergio Castaño et produit par Carlos Sotomayor pour Televisa; avec Kate del Castillo, Guy Ecker et Karla Álvarez.
- El juramento (2008), produit par Mary-Kathryn Kennedy pour Telemundo; avec Natalia Streignard, Osvaldo Rios et Dominika Paleta.
- Cuando me enamoro (2010), réalisée par Karina Duprez et Lily Garza, produit par Carlos Moreno Laguillo pour Televisa; Silvia Navarro, Juan Soler et Jessica Coch.
- Corações Feridos (2012), réalisé par Del Rangel pour SBT; avec Patrícia Barros, Flávio Tolezani et Cynthia Falabella.

### Films
- La mentira (1952), réalisé par Juan J. Ortega; avec Marga López, Jorge Mistral et Gina Cabrera.
- La mentira (1970), réalisé par Emilio Gómez Muriel; avec Julissa, Enrique Lizalde et Blanca Sanchez.

### Sources
- (es) Cet article est partiellement ou en totalité issu de l’article de Wikipédia en espagnol intitulé « El amor nunca muere (telenovela) » (voir la liste des auteurs).